# Plemyria bicolorata
Plemyria bicolorata är en fjärilsart som beskrevs av Hüfnagel 1767. Plemyria bicolorata ingår i släktet Plemyria och familjen mätare. Inga underarter finns listade i Catalogue of Life.